# RVC/Libanon ’50 Rotterdam
RVC/Libanon '50 Rotterdam – holenderski klub siatkarski z Rotterdamu powstały w wyniku połączenia się dwóch klubów: RVC i Libanon ‘50.
Obecnie RVC/Libanon '50 posiada 13 drużyn zawodowych i 8 drużyn rekreacyjnych. Pierwsza drużyna męska w sezonie 2016/2017 brała udział w 1e Klasse A (Regio Zuid), tj. szóstym poziomie rozgrywek klubowych w Holandii. Swoje mecze rozgrywa w Sporthal Kralingen.
Klub Libanon ‘50 przed fuzją trzykrotnie zajmował drugie miejsce w mistrzostwach Holandii, natomiast klub RVC w sezonie 1976/1977 doszedł do finału Pucharu Holandii.

## Historia
Klub Libanon ‘50 założony został w 1950 roku przez grupę uczniów z libańskiej wspólnoty w Rotterdamie. Największe sukcesy osiągał w latach 60., dwukrotnie kończąc zmagania w mistrzostwach Holandii na 2. miejscu (1964, 1965).
Klub RVC powstał w latach 70. Przyjmował on różne nazwy: SMASH, AMVJ Rotterdam, AMVJ/RLVC, Gerard de Lange i VIANO.
W 1982 roku oba te kluby połączyły się, tworząc RVC/Libanon '50. Podyktowane to było faktem, iż Libanon ‘50 składał się wyłącznie z drużyn męskich, natomiast RVC miał więcej zespołów kobiecych.

## Udział w europejskich pucharach
Klub RVC/Libanon '50 Rotterdam nigdy nie brał udziału w europejskich pucharach.

## Osiągnięcia

### Libanon ‘50
- Mistrzostwa Holandii:
  -  2. miejsce (3x): 1964, 1965
  -  3. miejsce (1x): 1963

### RVC
- Puchar Holandii:
  -  2. miejsce (1x): 1977